# Polutschetwerik
Polutschetwerik war ein russisches Volumen- und Getreidemaß. Es war das kleine Achtel.
- 1 Polutschetwerik = 13,11 Liter (12,5 Liter[1])

Die Maßkette war
- 1 Tschetwert = 2 Osmina, = 4 Pajock/Poluosmina = 8 Tschetwerik = 16 Polutschetwerik = 32 Tschetwerka = 64 Garnetz = 1920 Bahara/Becher = 2,099 Hektoliter (200 Liter[1])

Eine andere Maßkette war
- 1 Tschetwert = 8 Tschetwerik zu 4 Tschetwerka, früher in 2 Osmina zu 2 Pajock zu 2 Tschetwerik zu 2 Polutschetwerik zu 2 Tschetwérka zu 2 Garnetz zu 30 Becher = 1920 Becher = 209,9 Liter[2]